# Ptahmose (Goldschmied)
Ptahmose (auch Ptehmese) war ein altägyptischer Goldschmied („Goldarbeiter im Haus des Goldes“), der in der 19. Dynastie (1292 v. Chr. bis 1186 v. Chr.) tätig war.
Ptahmose ist von einer Totenstele bekannt, die für die Goldschmiede Paraemheb und Painehesi errichtet wurde. Die beiden werden ebenso als Brüder bezeichnet wie vier weitere abgebildete Goldschmiede, die durch Possessivartikel als „sein Bruder“ bezeichnet werden. Es ist nicht ganz klar, auf welchen Bruder sich das bezieht, aber wenn die beiden Besitzer der Stele ohnehin Brüder sind, dürfte es sich auf alle Abgebildeten untereinander beziehen, die offenkundig aus einer Familie von Goldarbeitern stammten. Zu den vier anderen abgebildeten Goldschmieden gehörten neben Ptahmose auch Sutaa, Chensuhetep und Imenrachau. Auch Paraemhebs Sohn Ini dürfte Goldschmied gewesen sein. Ptahmoses Titel wird mit „Goldarbeiter im Haus des Goldes“ angegeben, somit war er im Schatzhaus tätig, wo er sicher wie Paraemheb und Painehesi Statuen aus Gold herstellte und Statuen aus anderen Materialien vergoldete.
Der Fundort der Stele mit ihren drei Bildregistern ist unbekannt. Sie gehört heute zur Sammlung des British Museum in London.